# 艾头坪乡
艾头坪乡，是中华人民共和国湖南省怀化市芷江侗族自治县下辖的一个乡镇级行政单位。

## 行政区划
艾头坪乡下辖以下地区：
陈家垅村、两头田村、汤家湾村、塘家桥村、垅口村、艾头坪村、胡家头村和杨家村。